# Volvo PV444

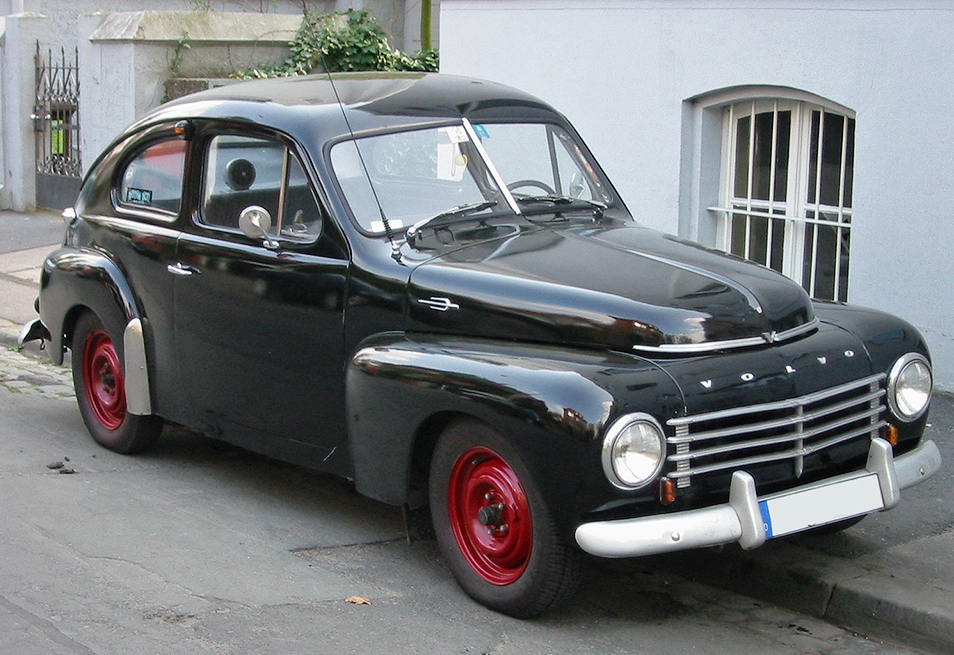
Volvo PV444 początkowo produkowano wyłącznie w czarnym kolorze

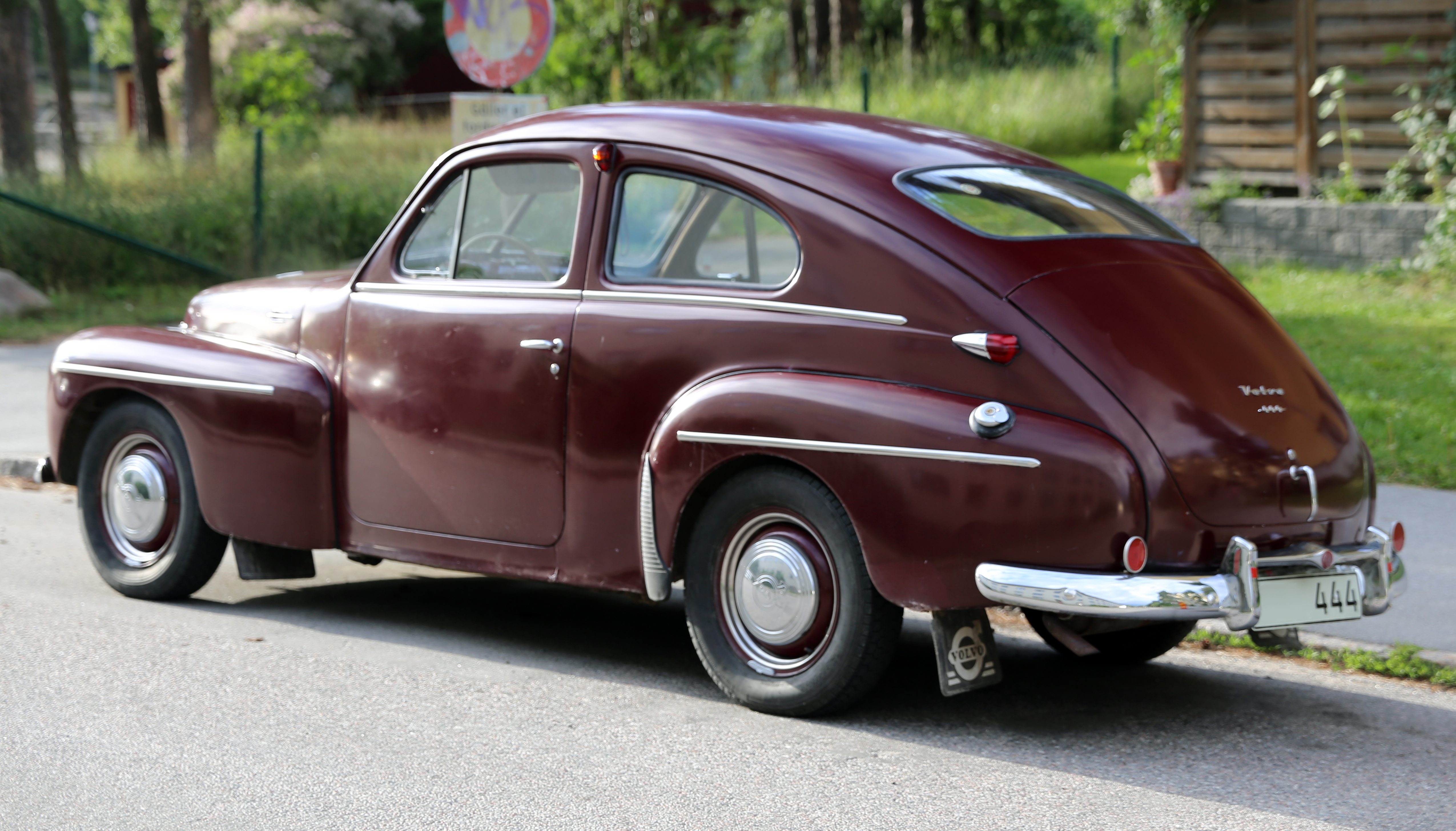
Volvo PV444 HS z końca produkcji, od tyłu

PV444 – samochód osobowy szwedzkiej marki Volvo z okresu tuż po II wojnie światowej. Na jego produkcję zdecydowano się jeszcze podczas wojny. Z założenia miał to być nieduży, tani i ekonomiczny samochód osobowy, nad którym w maju 1943 rozpoczęto prace projektowe. Realizacją tego projektu zajmowali się inżynierowie Erik Jern i Helmer Pettersson. Po raz pierwszy publicznie zaprezentowano go 1 września 1944 roku w Sztokholmie. Jednak z powodu trwającej wojny i wynikających z tego braków materiałowych jego produkcję rozpoczęto w roku 1947. Nowe auto szybko stało się sensacją i zyskało dużą popularność.
Oznaczenie literowe PV w nazwie samochodu oznaczało person vagnar (samochód osobowy), a cyfrowe 444 – 4 cylindry, 40 KM mocy i 4 osoby mieszczące się w samochodzie. Model ten charakteryzował się szeregiem nowatorskich rozwiązań konstrukcyjnych. Było to pierwsze Volvo z nadwoziem samonośnym, a o kwestiach bezpieczeństwa stanowiła klejona przednia szyba, czy pasy bezpieczeństwa instalowane w nim po raz pierwszy, od roku 1957.
Napęd przenoszony był poprzez 3-biegową skrzynię. Początkowo pojazd ten nie miał ogrzewania, co było uciążliwe w dość chłodnym, szwedzkim klimacie. Szybko jednak ten brak uzupełniono. Wycieraczki nie miały silniczków elektrycznych, były napędzane podciśnieniem z kolektora dolotowego. 
Od roku 1952 zmieniono koła z 16- na 15 calowe i rozszerzono gamę kolorów tego auta, gdyż początkowo były one produkowane, jak Ford T, niemal wyłącznie w czarnym kolorze. Rok później Volvo wypuściło model oznaczony symbolem PV445 – kombi o nazwie Duett.
Chociaż oficjalnie produkcję Volvo PV444 zakończono w roku 1958, to pojazd ten, nieco zmodernizowany, nadal był wytwarzany pod oznaczeniem Volvo PV544.
Samochód był też między innymi eksportowany do USA, gdzie cieszył się uznaniem, pomimo nadwozia nie nadążającego za ówczesną modą. Podczas testów budżetowych modeli amerykańskich i importowanych w 1957 roku określono go jako bardzo szybki, o najlepszym prowadzeniu z wszystkich testowanych samochodów, porównywalnym z samochodem sportowym, a zarazem cichy, wygodny i o wyjątkowej jakości wykonania. Był przy tym prawie dwa razy ekonomiczniejszy od amerykańskich samochodów.

## Dane techniczne samochodu Volvo PV444
- Nadwozie samonośne, 2-drzwiowe, 4-miejscowe
- Silnik 4-cylindrowy, umieszczony z przodu auta napędzający koła tylne
- Pojemność skokowa – 1414 cm³
- Moc maksymalna – 29 kW(44 KM) przy 4500 obr./min
- Maksymalny moment obrotowy 93 Nm przy 2200 obr./min
- Skrzynia przekładniowa 3-biegowa manualna
- Hamulce przednie i tylne bębnowe
- Ogumienie o wymiarach 5,90x15
- Długość/szerokość/wysokość – 4450/1590/1560 mm
- Rozstaw osi – 2600 mm
- Masa własna pojazdu – 1070 kg
- Prędkość maksymalna – 124 km/h
- Pojemność zbiornika paliwa – 36 l
- Przyspieszenie 0-100 km/h – 14,5 s